# Hein Mader
Heinrich Josef Mader (* 9. März 1925 in Willendorf in der Wachau, Österreich; † 31. Oktober 2011 in Tjeintgum, Niederlande) war ein österreichisch-niederländischer Bildhauer.

## Leben und Wirken
Mader, Sohn eines Tischlers, flüchtete mit seiner Familie 1945 von Niederösterreich nach Dienten am Hochkönig. Er studierte Bildhauerei bei Herrn Gustav Resatz in Salzburg. Unter anderem entstand in dieser Zeit das Kriegerdenkmal in Lend, an dem sie gemeinsam arbeiteten. Nach der Scheidung von seiner ersten Frau (dieser Ehe entstammen seine zwei Kinder Heinz und Gertrud) lebte er ab 1960 in Amsterdam, wo er unter anderem an der Rijksakademie van beeldende kunsten arbeitete. Seit Ende der 1980er Jahre wurde er, nach einer Ausstellung seiner Werke in Leeuwarden, im friesischen Mantgum ansässig.
Mader fertigte in seiner Schaffenszeit rund 300 Plastiken aus unterschiedlichen Metallen, aber auch Skulpturen aus Stein und Holz. Der Großteil ist in einer Stiftung zusammengefasst. 

## Ehrungen
- Österreichisches Ehrenzeichen für Wissenschaft und Kunst (2005)